# 安武史郎
安武 史郎（やすたけ しろう、1941年9月30日 - ）は日本の実業家。日商岩井代表取締役社長や、同社代表取締役会長、アステラス製薬取締役等を務めた。

## 人物・経歴
福岡県出身。1964年九州大学経済学部卒業、日商（のちの日商岩井）入社。1988年車輌交通システム部長。1992年ソウル支店長。1994年建設・都市開発本部長。1996年取締役建設・都市開発本部長に昇格。1997年取締役機械・情報産業部門長補佐（大阪機械本部担当）兼本社ビル建設室長。1998年常務取締役機械第一部門長。1999年から代表取締役社長を務めた。2009年代表取締役会長、アステラス製薬取締役。